# Khướu mào khoang cổ
Staphida castaniceps là một loài chim trong họ Zosteropidae.
Loài chim này được tìm thấy từ dãy Himalaya đến tây bắc Thái Lan. Môi trường sống tự nhiên của chúng là rừng ẩm vùng đất thấp nhiệt đới hoặc cận nhiệt đới và rừng núi ẩm nhiệt đới hoặc cận nhiệt đới.

## Gallery

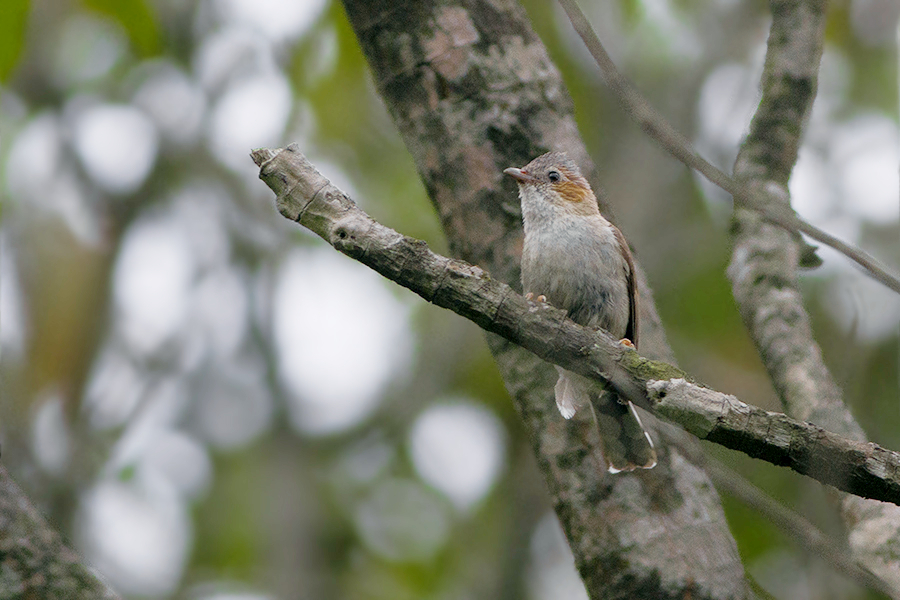
Tại Mahananda Wildlife Sanctuary (Tây Bengal, Ấn Độ)
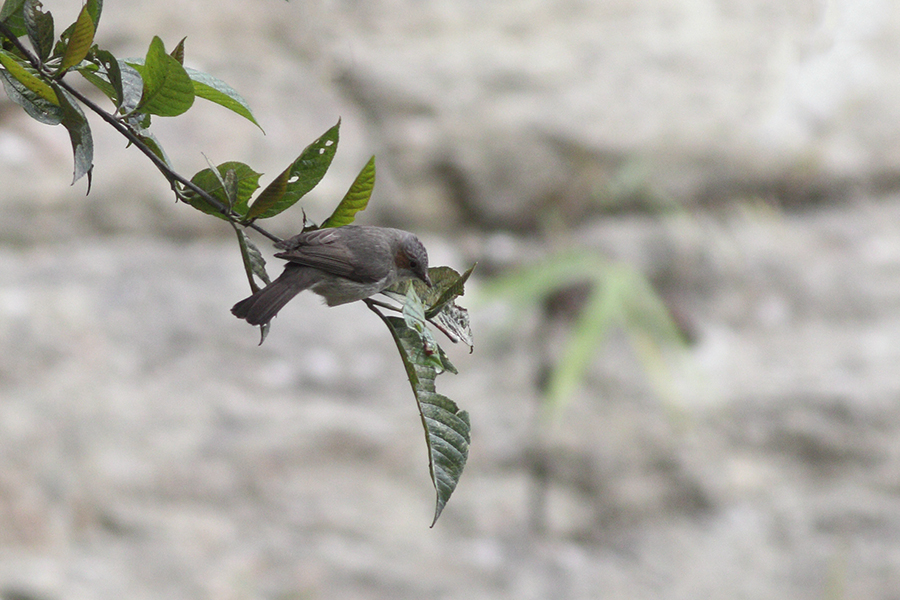
Tại Eaglenest Wildlife Sanctuary (Arunachal Pradesh, Ấn Độ)
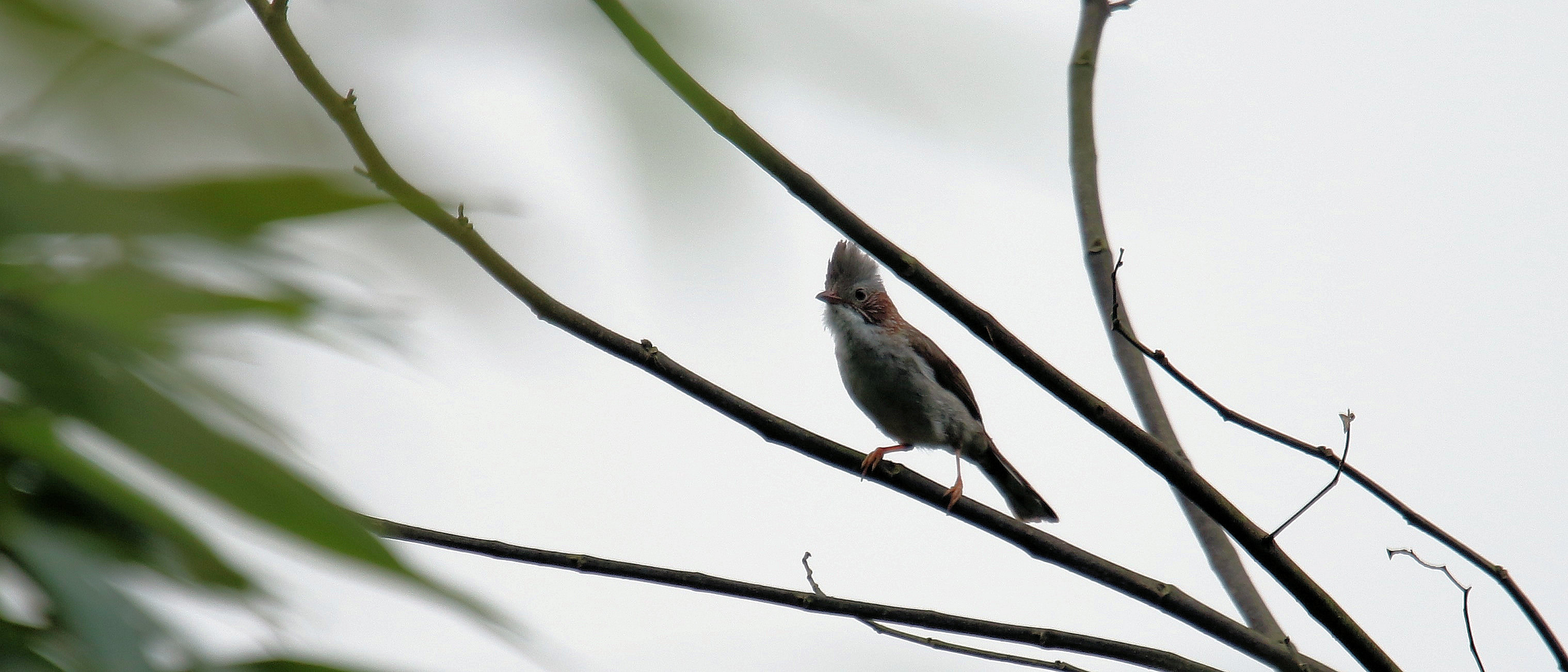
Khướu mào khoang cổ